# 복수 삼부작
복수 삼부작은 대한민국의 영화감독인 박찬욱이 감독한 세 편의 영화 《복수는 나의 것》(2002), 《올드보이》(2003), 《친절한 금자씨》(2005)를 말한다. 원래 이 세 영화는 줄거리가 직접적으로 연결되는 공식적 시리즈는 아니지만, 주제나 분위기 등이 서로 연관된다.
대한민국을 비롯하여 미국과 일본 등에서 세 개의 영화를 하나로 묶은 DVD 세트가 출시되었다. 미국에서는 2006년 10월 23일 타르탄 필름 (Tartan Films)이 세 개의 영화를 〈The Vengeance Trilogy〉라는 제목으로 DVD 세트를 출시했고, 비벤디 엔터테인먼트 (Vivendi Entertainment)도 DVD 세트를 출시했다. 한국에서는 2007년 8월 CJ엔터테인먼트에서 〈복수 3부작〉라는 이름으로 DVD 세트가 출시되었다.

## 개요
이 세 작품은 처음부터 삼부작으로 기획된 것은 아니었으나 연달아 두 번의 복수극을 만들게 된 박찬욱 감독이 다음 작품을 구상하는 과정에서 ‘복수 3부작’에 대한 생각하게 된다. 2003년 《올드보이》의 기자 간담회에서 “복수라는 주제의 영화를 연작하는 이유”에 관한 질문에서 박찬욱 감독은 “‘복수’라는 주제는 일상의 분노를 억누르고 살아가야 하는 사람들에게는 언제나 흥미있는 주제다. 앞으로 ‘복수 3부작’을 만들어 보면 어떨까 싶다.”라고 말한 바 있다. 그러나 복수 삼부작을 기획한 데 대해서는 처음 《복수는 나의것》을 만들 때부터 삼부작으로 의도한 것은 아니라고 말한 적 있다. 한 인터뷰에서 “《복수는 나의것》 이후에 《올드보이》를 만든 뒤 한 기자가 또 복수를 주제로 하느냐고 하기에 즉흥적으로 3부작을 하겠다고 말했다.”고 했다. 이어 “이후의 세 번째 복수극은 여자 주인공이 복수하는 이야기를 다룬 작품이다.”라고 했다. 그 뒤 《친절한 금자씨》를 만들었고, 이 영화의 개봉 이후 평론가 혹은 기자들의 입을 통해 본격적으로 〈복수 삼부작〉이라는 말이 오르내리기 시작했다. 세 작품은 모두 복수라는 동일한 주제를 다루고 있음에도 각각의 개성이 뚜렷하다.

## 복수 삼부작

### 복수는 나의 것 (2002)
첫 번째 작품인 《복수는 나의 것》(2002)은 등장 인물의 감정은 절제하고 상황만을 냉정하게 담아낸 것이 특징이다. 주로 불필요한 수식은 최대한 배제되고 신속하고 거친 묘사로 사실만을 표현해 내는 '하드 보일드' 기법을 보여주었다.
내용은 류(신하균 분)가 누나의 수술비를 마련하기 위해 동진(송강호 분)의 어린 딸을 납치하면서 비롯되는 복수를 그렸다.
폭력 장면에 대한 표현 수위가 상당하고 비교적 비대중적이며, 어두운 블랙코미디적 내용을 담고 있다. 한국에서의 흥행 성적은 저조했으나 평론가들에게는 호평을 받았다. 이 작품은 박찬욱 감독의 다음 작품인 《올드보이》가 흥행하면서 관객들 사이에서 재조명되기도 하였다.
이 영화로 국내에서는 2002년 제3회 부산영화평론가협회상 최우수 작품상과 감독상을 수상하였고, 국외에서는 2002년 이탈리아 필름느와르 페스티벌 심사위원 특별상, 2003년 우디네극동영화제 관객상을 수상하였다.

### 올드보이 (2003)
두 번째 작품인 《올드보이》(2003)는 감정 표현의 배제하고 간결한 표현 방식을 지향하는 전작과는 반대로 세련된 기법과 과잉의 미학을 지향하는 영화다. 박찬욱 감독은 전작 《복수는 나의 것》과 비교하여 “《복수는 나의 것》이 차갑고 건조한 영화라면 《올드보이》는 습도가 높은 뜨거운 영화다.”라고 표현했다.
내용은 우진(유지태 분)이 과거에 입은 상처를 되돌려주기 위해 대수(최민식 분)를 납치 감금하면서 비롯되는 복수를 그렸다. 잔혹한 폭력 장면과 선정성으로 19세 미만 관람 불가였으나, 탄탄한 연출력, 최민식을 포함한 배우들의 연기력, 그리고 결말의 반전 및 흥미있는 줄거리로 한국에서 관객수 326만으로 흥행에 성공하였다.
무엇보다 이 영화는 2004년에 열린 제52회 칸 영화제에서 심사위원대상을 받음으로써 더욱 주목 받았다. 이는 한국 영화 사상 최초의 칸영화제 심사위원대상 수상이었으며, 더불어 칸, 베니스, 베를린 등 세계 3대 영화제를 통틀어 작품상을 받기는 처음이었다. 이를 통해 박찬욱은 세계적인 인지도를 얻게 되었고, 영화는 국내 일부 극장에서 재개봉이 되기도 했다. 그 밖에도 국외에서 2004년 아시아 태평양 영화제 감독상, 스톡홀름국제영화제 관객상, 2005년에 방콕 국제영화제 감독상을 수상하였다. 국내에서는 춘사영화제 심사위원특별상, 2004년에 제41회 대종상 영화제 감독상, 제3회 대한민국 영화대상 감독상, 제40회 백상예술대상 영화감독상을 수상하였다.

### 친절한 금자씨 (2005)
마지막 작품인 《친절한 금자씨》(2005)는 감독 박찬욱과 배우 이영애의 만남이라는 점에서 개봉 전부터 화제를 모았다. 유아 납치 혐의로 장기 복역한 주인공(이영애 분)의 복수를 그렸다. 관객수는 317만을 기록했고 개봉 당시 18세 관람가(현재의 청소년관람불가) 등급을 받았던 점을 감안하면, 비교적 흥행에 성공하였다. 또한 이 영화에서는 앞선 두 작품에 출연했던 배우들이 카메오로 대거 등장하였다.
2005년 제62회 베니스 영화제에서 경쟁작으로 올랐고, 2006년 제4회 방콕국제영화제 감독상을 수상했다. 국내에서는 2005년 제26회 청룡영화상 작품상을 수상했다.